# Art Trema Fest Ruma
Art Trema Fest u Rumi, osnovan 1998. godine, svojevrsna je revija teatarskih autorskih projekata, kojim se afirmiše rad studenata umetničkih akademija u regionu prikazujući njihove ispitne, diplomske i profesionalne produkcije, kao i kamernih predstava koje nastaju u saradnji sa pozorištima, nezavisnim teatarskim asocijacima i ustanovama kulture.
Organizator фестивала је Gradsko pozorište Ruma u saradnji sa Kulturnim centrom, Gradskom bibliotekom i Zavičajnim muzejom Ruma. Sve ove godine podršku su davali: lokalna samouprava, Pokrajinski sekretarijat za kulturu, Ministarstvo kulture i informisanja Republike Srbije i lokalni preduzetnici.
Od osnivanja prikazano je više od 300 pozorišnih predstava, pozorišnih izložbi, prezentacija i stručnih razgovora sa umetnicima i publikom. Predstave su izvođenje na više jezika: srpski, bugarski, mađarski, švedski, engleski, italijanski, slovački, romski, makedonski.
Stručni žiri Festivala može odlučivati o sledećim nagradama: Najbolja predstava u celini (prva, druga i treća nagrada –Zlatna, srebrna i brozana Trema maska). Najbolja režija (Zlatna plaketa), glavna muška uloga, glavna ženska uloga, epizodna muška uloga, epizodna ženska uloga, kao i najbolji kostimograf, scenograf, scenska muzika, dizajn (muzika i svetlo – total dizajn) i specijalne nagrade i pohvale (originalan dramski tekst, adaptacija i dr.).

## Spoljašnje veze
- Званични веб-сајт
- „Art Trema Fest po 20. put”. Novosti. Приступљено 23. 3. 2018.